# Челси (Јужна Дакота)
Челси (енгл. Chelsea) град је у америчкој савезној држави Јужна Дакота.

## Демографија
По попису из 2010. године број становника је 27, што је 6 (-18,2%) становника мање него 2000. године.
| Група             | 2000.       | 2010.       |
| Белци             | 33 (100,0%) | 27 (100,0%) |
| Афроамериканци    | 0 (0,0%)    | 0 (0,0%)    |
| Азијати           | 0 (0,0%)    | 0 (0,0%)    |
| Хиспаноамериканци | 0 (0,0%)    | 0 (0,0%)    |
| Укупно            | 33          | 27          |